# Протести у Венесуелі (з 2014)
Протести у Венесуелі (ісп. Protestas en Venezuela de 2014 або ісп. Primavera Venezolana) — масові акції та демонстрації, що почалися 4 лютого 2014 зі студентських протестів у Сан-Кристобалі, столиці штату Тачира, а потім перекинулися на інші міста, зокрема на Мериду. Їх учасники скаржилися на недостатні заходи безпеки в університетських кампусах, а також протестували проти економічної кризи, викликаної, як вони вважають, політикою уряду. Пізніше протести перекинулися і на столицю країни, Каракас. Деякі учасники цих акцій були затримані силами безпеки, що дало поштовх новим протестам, що призвело до сутичок із поліцією та до людських жертв.

## Причини
Ніколас Мадуро президент Венесуели з квітня 2013. Він продовжує соціалістичну політику колишнього президента Уго Чавеса, який помер в березні 2013. Мадуро і його уряд останнім часом все частіше піддаються критиці через фінансову кризу в країні та насильство на вулицях.

### Економіка
Наприкінці 2013 уряд Венесуели оголосив про додаткові заходи щодо боротьби з валютною кризою та економічними негараздами. В листопаді президент Мадуро отримав на рік особливі повноваження для боротьби з економічною кризою. Мадуро заявив, що нові повноваження необхідні йому для того, щоб ефективно боротися з корупцією та економічною війною, яка загрожує країні, а також, що він готовий «битися за нову політичну етику, за нове суспільство». У кінцевому рахунку його мова, зводилася до того, що без надання йому нових функцій у Венесуелі неможливо буде побудувати соціалізм.
Мадуро оголосив «економічний наступ» і, зокрема, ввів 30-відсоткову стелю на прибуток для приватних компаній. Попри те, що Венесуела є великим експортером нафти, в країні виник дефіцит основних товарів — таких як цукор, рослинна олія і туалетний папір. Введення інструментів контролю за курсом національної валюти призвело до зворотного ефекту, коли брак болівара розігнала інфляцію до 56 відсотків. Водночас в уряді заявляють, що причиною проблем є корупція, саботаж та спекуляції, а також ведеться проти країни «економічна війна». Через економічну кризу зростання ВВП загальмувалося до 1,6 відсотка, попри високі ціни на нафту. Уряд почав проводити програму боротьби зі «спекуляціями», зокрема 26 листопада була націоналізована торгова мережа «Daka» за відмову знизити ціни. Причиною такого рішення влади стали ціни в компанії, які для деяких товарів перевищували закупівельні на 1000 відсотків при діючій в країні допустимій нормі 30 відсотків. Після конфіскації товарів все керівництво торгової мережі було арештовано.

### Злочинність
Причиною протесту є також високий рівень злочинності в Венесуелі, за деякими даними, він один з найвищих у світі та найвищий в Південній Америці. Зокрема, каталізатором народного невдоволення стало вбивство колишньої «Міс Венесуела» Моніки Спір та її чоловіка. На вбивство, президент Ніколас Мадуро пообіцяв відповісти «залізним кулаком» — «ми не будемо жаліти тих, хто вбиває гідних чоловіків та жінок, які мають право на життя». Лідер опозиції, Енріке Капрілес закликав уряд об'єднати зусилля в боротьбі з насильством, звернувшись до президента — «Ніколас Мадуро, я пропоную відкласти в сторону наші глибокі розбіжності та разом, єдиним блоком боротися за національну безпеку».

## Хроніка, лютий 2014 року

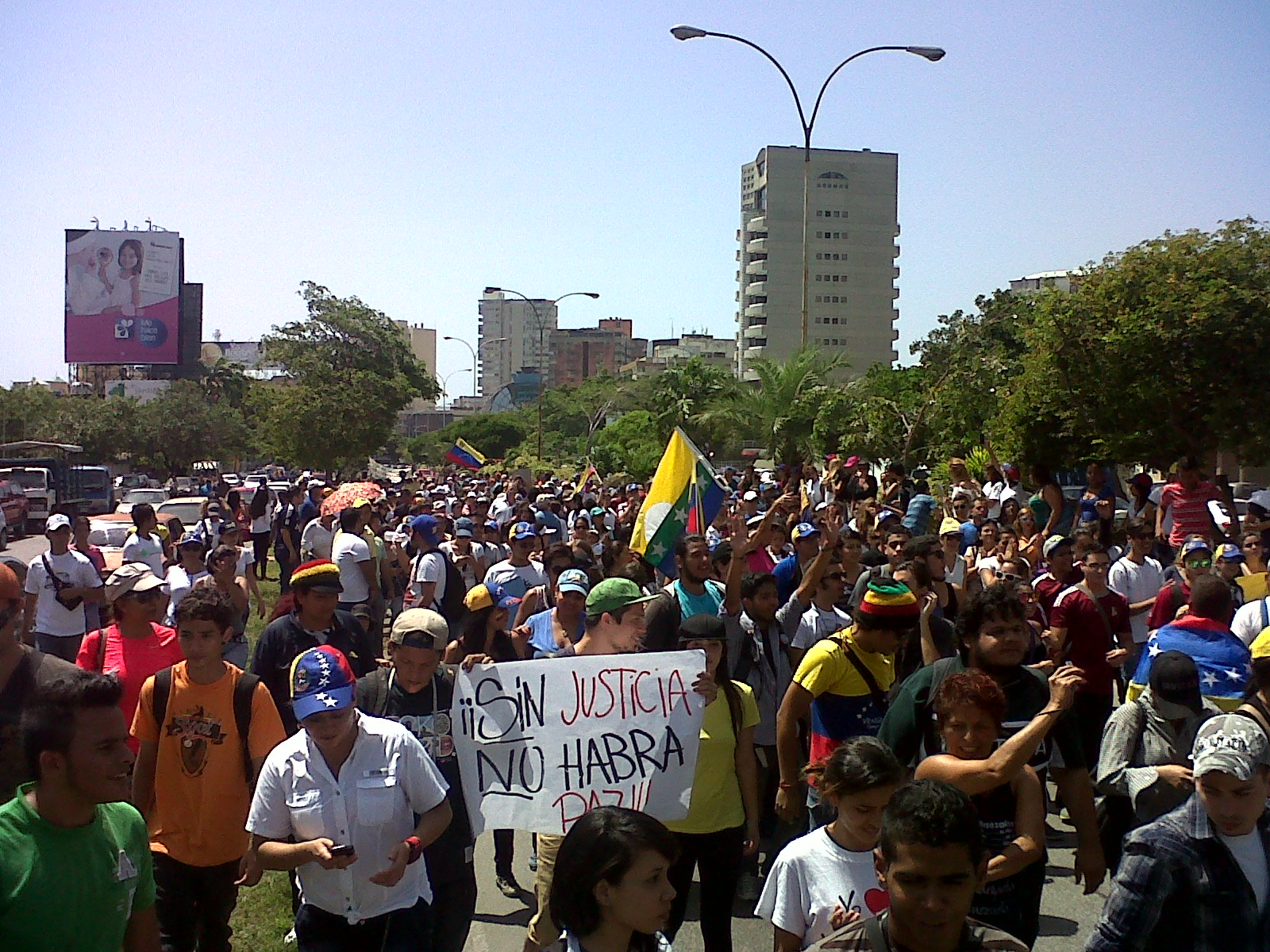
Демонстрація 12 лютого на острові Маргарита

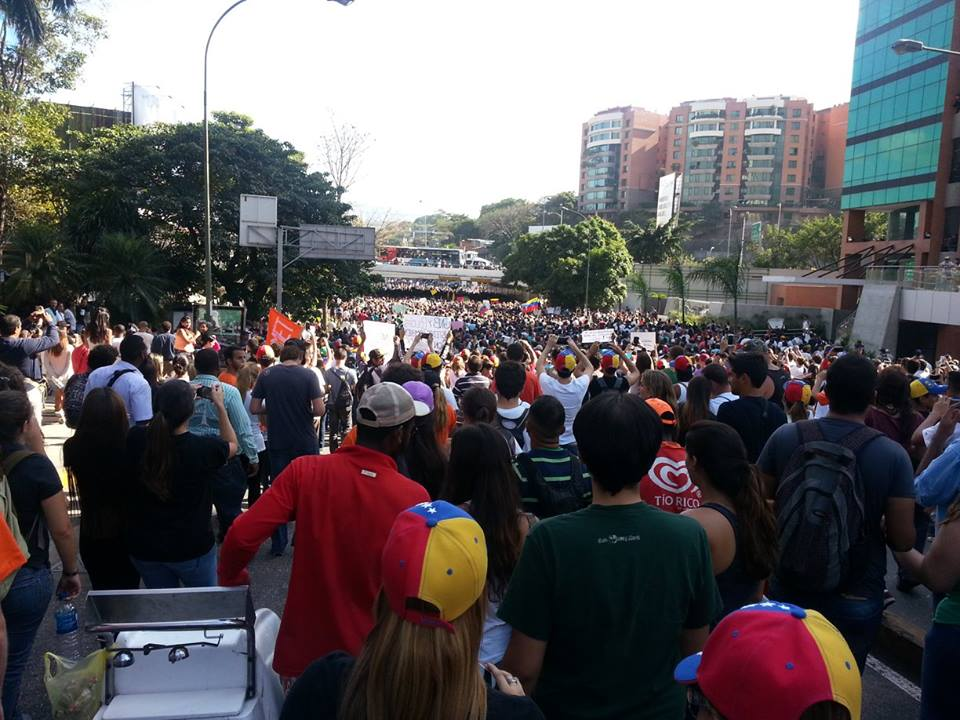
Демонстрація 15 лютого в Каракасі

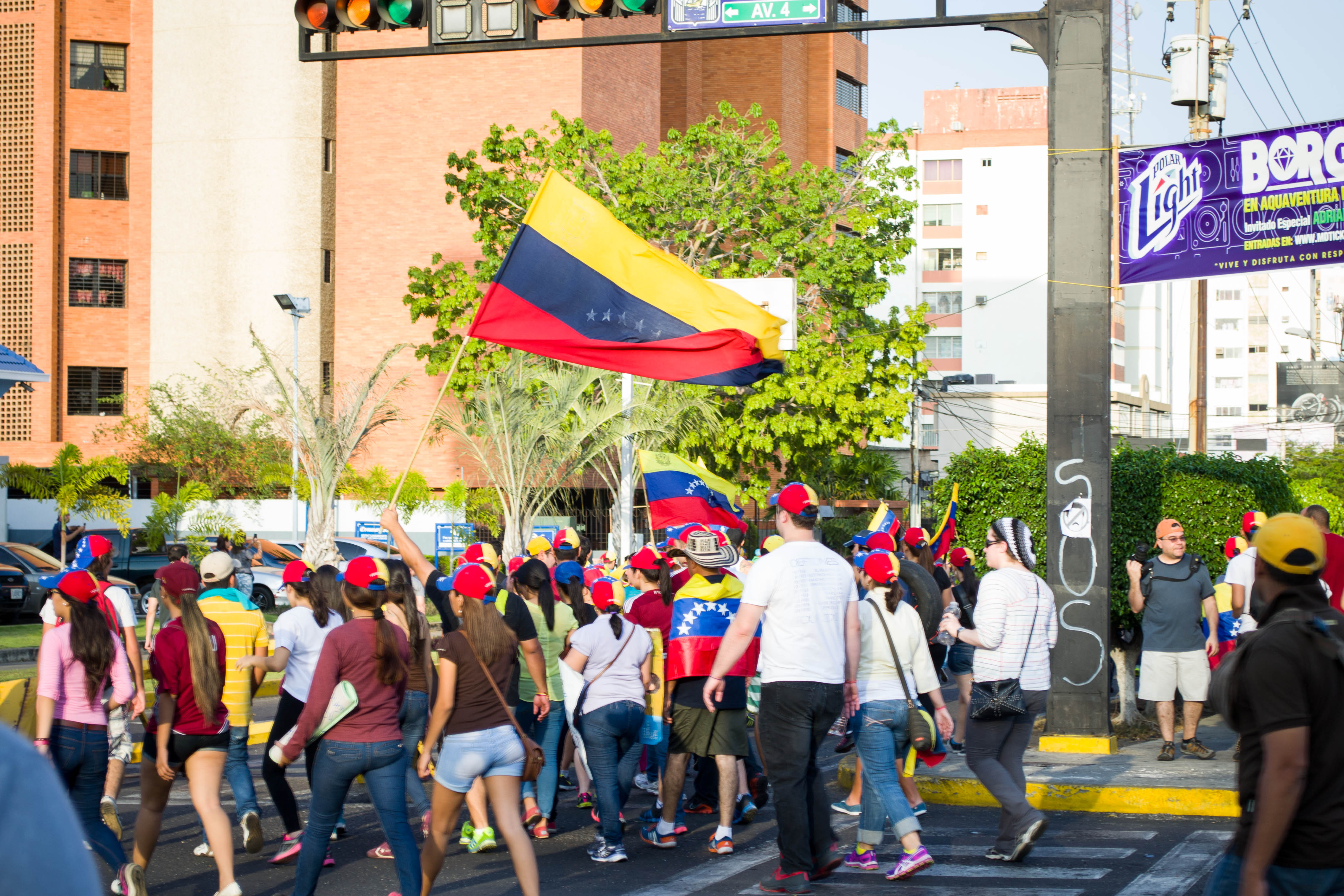
Марш на площі Республіки в Маракайбо, 16 лютого

12 лютого пройшли акції як противників, так і прихильників чинного президента Венесуели. В антиурядовій демонстрації взяли участь близько 50 тисяч осіб. Акції завершилися практично без пригод, проте коли люди вже почали розходитися, близько ста прихильників опозиції почали палити покришки на вулицях. Поліція застосувала до демонстрантів спецзасоби, у тому числі сльозогінний газ і гумові кулі.
Наприкінці акції опозиція зіткнулася також з озброєними учасниками проурядових рухів. Внаслідок щонайменше один представник проурядових сил був убитий. За даними прокуратури країни, загинули двоє людей. Глава одного з районів Каракаса повідомив про третього убитого. Точних відомостей ні про особистості убитого, ні про те, хто в нього стріляв, немає. В опозиції заявляють про смерть двох студентів, які брали участь в акціях протесту проти політики Мадуро. Президент Венесуели Ніколас Мадуро заявив, що не допустить в найближчі дні вуличних демонстрацій. Влада також виписали ордери на арешт лідерів опозиції, які, ймовірно, були причетні до організації протестів. У правоохоронних органах вважають, що підозрювані спеціально готували провокації.
13 лютого під час студентських маніфестацій у Каракасі загинув прихильник влади, стверджують в Національній асамблеї Венесуели. Учасники акції пройшли маршем через центр венесуельської столиці, вимагаючи від влади пояснити, навіщо вони затримали інших студентів. У протесті також взяли участь лідери опозиції.
Всього під час заворушень та акцій протесту, що охопили Венесуелу, щонайменше 23 особи були поранені. Студенти протестували проти арешту їх товаришів на початку тижня, в так званий «День молоді», коли Венесуела відзначала 200-річчя битви, під час якої студенти відстояли місто Вікторія від іспанських військ. Маніфестанти звинувачують у всьому байкерів — членів радикальних угруповань, так званих «коллектівос». Протести тривають у Венесуелі вже тиждень, одночасно на вулиці виходять і прихильники уряду.
Президент Ніколас Мадуро виступив по національному телебаченню та закликав до спокою. «Не потрібно втрачати голову та піддаватися на провокації», — заявив Мадуро. Також він заявив про існування плану державного перевороту, і закликав своїх прихильників пройти «маршем за мир». Глава Національної асамблеї Діосдадо Кабельйо звинуватив у провокації насильства правих активістів, у телезверненні він сказав, що «наш товариш став жертвою фашистів». Проте один з провідних депутатів від опозиції Марія Коріна Мачадо розповіла, що насильство спалахнуло, коли групу студентів оточили учасники проурядової акції. Лідер венесуельської опозиції Енріке Капрілес також закликав утриматися від актів насильства, зокрема він написав у Twitter, що «за допомогою насильства ми ніколи нічого не доб'ємося. Ми впевнені, що переважна більшість засуджує його».
16 лютого знову мали місце зіткнення демонстрантів з поліцією. Для розгону опозиції поліцейський спецназ застосував сльозогінний газ. Учасники антиурядових протестів у Каракасі вимагали звільнити заарештованих студентів.
17 лютого лідер венесуельської опозиції Леопольдо Лопес закликав співгромадян вийти на марш протесту 18 лютого та пообіцяв прийти на акцію сам, попри рішення влади заарештувати його.
За словами Лопеса, марш повинен пройти від площі Венесуели в Каракасі до будівлі міністерства юстиції, «яке стало символом репресій, катувань та брехні». Опозиціонер попросив прихильників надіти біле, щоб підтвердити свою прихильність до мирного діалогу.
Лопес сформулював три вимоги до влади. По-перше, необхідно розслідувати загибель людей 12 лютого, по-друге, звільнити студентів, затриманих за участь у протестах, і, по-третє, роззброїти проурядові воєнізовані угруповання.
«Нарешті, я буду там сам, щоб показати своє обличчя. Мені нема чого боятися. Я не вчинив жодних злочинів. Якщо є наказ незаконно мене заарештувати, що ж, я буду там», — додав політик. Востаннє опозиціонер з'являвся на публіці на прес-конференції в минулу середу. Раніше поліція обшукала будинки Лопеса і його батьків. Незабаром після цього він написав у своєму твіттері, звертаючись до президента Венесуели Ніколаса Мадуро: «Послухай, Мадуро, ти боягуз. Ти не змусиш підкоритися ні мене, ні мою сім'ю. Моїй родині: тримайтеся, я вас люблю». Сам Мадуро поклав відповідальність за заворушення в Каракасі, внаслідок яких загинули три людини та більше 60 були поранені, на Лопеса.

### Порівняння зЄвромайданом
17 лютого Ніколас Мадуро оголосив, що висилає з країни трьох співробітників консульства США за підтримку опозиції, зокрема вони зустрічалися зі студентами місцевих університетів. Про підозри у причетності США до акцій протесту, що проходять в країні вже багато днів поспіль, уряд Венесуели вже заявляв, порівнюючи ситуацію з подіями в Україні. У виступі по національному телебаченню Мадуро сказав, що:
|  | За подіями в Україні стоять ті ж спонсори, які готують цих людей. Це американські організації, які проводять імперіалістичну політику втручання та контролю над світом. В Україні відбулися дуже серйозні речі, але при всій повазі до українського народу та уряду, Венесуела — не Україна, наш народ — другий, наші збройні сили — інші, історія — інша; тут ми здійснюємо революцію. |

### 18-22 лютого
18 лютого пройшли нові демонстрації опозиціонерів та прихильників уряду. Опозиційний лідер Леопольдо Лопес, одразу після виступу перед тисячами одягнених в біле протестуючих здався владі. Прихильники уряду вийшли на вулиці в червоному одязі та попрямували на зустріч з президентом Ніколасом Мадуро. Опозиція заявляє, що з ростом інфляції, нестачею продовольства та безсиллям влади у забезпеченні безпеки в країні можна впоратися лише шляхом зміни уряду.

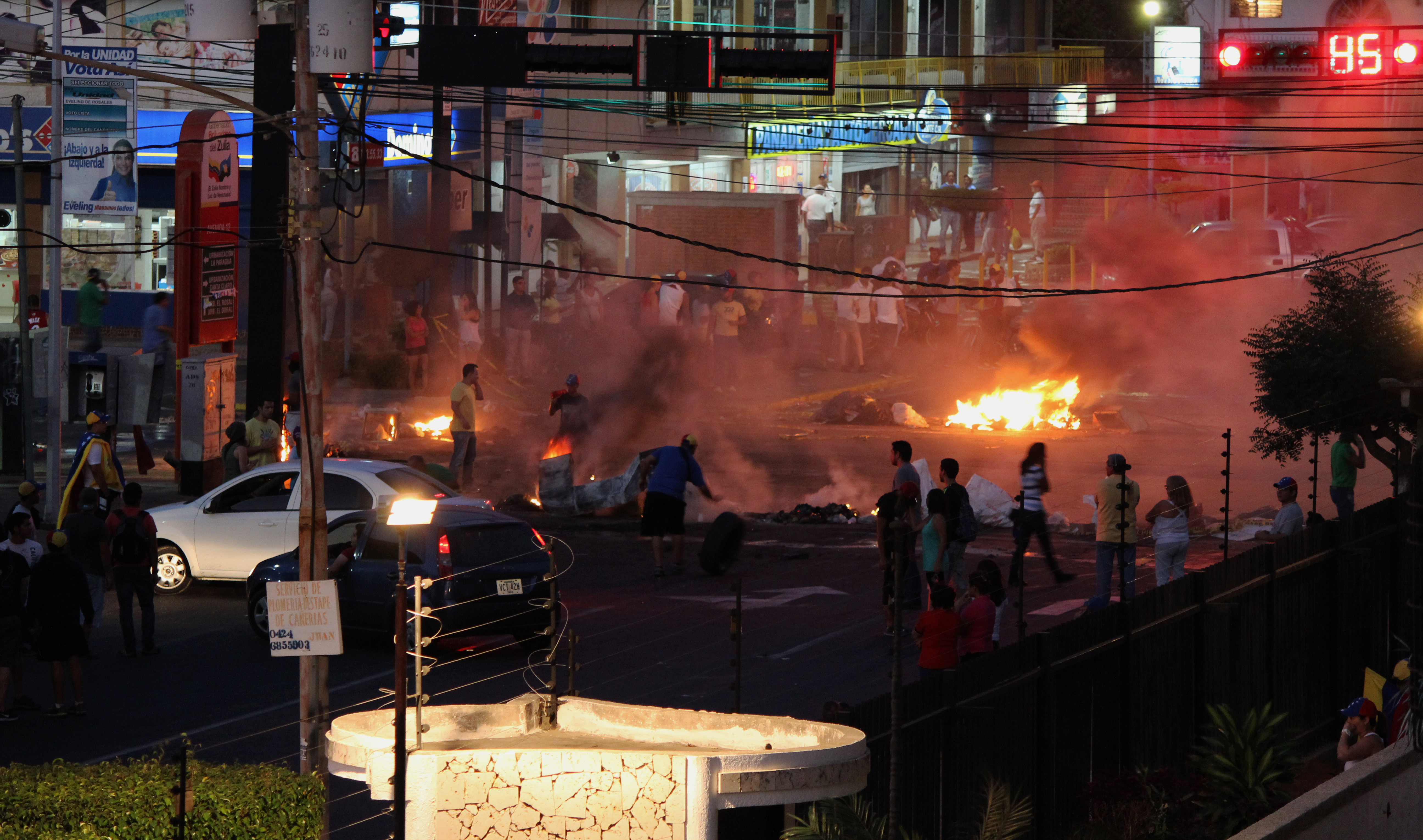
Зіткнення протестуючих 20 лютого в місті Маракайбо

20 лютого надійшло повідомлення, що число жертв протестів досягло п'яти осіб. Серед них — 23-річна переможниця конкурсу краси «Міс туризм — 2013» штату Карабобо Хенесіс Кармона, яка померла від вогнепального поранення в голову. Повідомляється, що по групі маніфестантів, серед яких була дівчина, відкрили вогонь невідомі особи. Кармона стала п'ятою жертвою протестів: одного з демонстрантів задавила машина в місті Карупано, троє людей загинули 12 лютого в Каракасі. Тоді ж ще близько 60 людей отримали поранення.
21 лютого Ніколас Мадуро пригрозив вислати з країни журналістів американського телеканалу CNN, звинувативши їх в упередженому висвітленні протестів. За його словами, він готовий вжити заходів, якщо телеканал не змінить характер висвітлення подій, що відбуваються в країні. Раніше було повідомлено про відправку військ до штату Тачира, де протести вилилися в зіткнення з поліцією. Опозиціонер Енріке Капрілес закликав своїх прихильників вийти 22 лютого на акції протесту. За його словами, опозиція готова до діалогу з урядом, однак влада відкидає цей варіант.
21 лютого Леопольдо Лопесу прокуратурою Венесуели були пред'явлені звинувачення в організації підпалів та змові, а підозри у тероризмі та вбивствах були зняті. Судове засідання проводилося в автобусі, припаркованому біля військової в'язниці, де його утримують.
21 лютого було повідомлено про направлення батальйону десантників, чисельністю близько 3 тисяч осіб, на придушення протестів у Сан-Кристобалі, центрі штату Тачира, на заході країни на кордоні з Колумбією. У цьому місті проходять одні з наймасових антиурядових виступів, внаслідок чого не працюють магазини та інші установи.

### 22-26 лютого
22 лютого уряд Венесуели пригрозив припинити постачання газу в ті регіони країни, в яких проходять протестні виступи. Міністр енергетики Венесуели та голова нафтової держкомпанії Petroleos de Venezuela Рафаель Рамірес написав у своєму твіттері, що: «Ми будемо змушені призупинити поставку газу в регіони, обложені фашистами, щоб забезпечити загальну безпеку». Коли і де заплановано провести відключення поставок газу, Рамірес не уточнив.
22 лютого американська телекомпанія CNN повідомила, що влада Венесуели відкликала акредитацію у кореспондента телеканалу в Каракасі Осмар Ернандеса.
22 лютого Ніколас Мадуро закликав президента США Барака Обаму до діалогу. Раніше, Обама виступив з критикою влади Венесуели через застосування насильства під час розгону акцій протесту.
22 лютого пройшли багатотисячні демонстрації прихильників та супротивників Ніколаса Мадуро. У Каракасі акція опозиціонерів, що зібрала кілька десятків тисяч учасників, стала найбільшою з моменту приходу до влади Мадуро в квітні 2013 року. Демонстрація за участю декількох тисяч осіб в цілому пройшла мирно, проте між учасниками акції та співробітниками правоохоронних органів сталося кілька зіткнень. Кілька людей в кварталі Альтаміра отримали травми, правоохоронці розпилили сльозогінний газ, щоб розсіяти натовп, активісти кидали каміння. Одночасно в інших районах Каракаса та деяких містах країни пройшли мітинги на підтримку Ніколаса Мадуро. Генпрокурор Венесуели Луїса Ортега Діас заявила, що внаслідок заворушень за два тижні в країні загинуло дев'ять осіб, 137 отримали поранення. За підозрою в причетності до загибелі маніфестантів було затримано декілька осіб, серед них і представники опозиції, зокрема Мадуро особисто видав ордер на арешт генерала Анхеля Біваса. Біля його будинку зібралися близько 200 осіб, щоб висловити йому свою підтримку.
Того ж дня, Ніколас Мадуро оголосив про проведення «національного діалогу». За його словами, в переговорах «Загальнонаціональної конференції в ім'я миру», візьмуть участь представники всіх політичних, соціальних та релігійних рухів. Початок конференції заплановано на середу, але вже в понеділок Мадуро має намір провести робочу зустріч з регіональними властями, в тому числі з Енріке Капрілесом. Як заявив Мадуро.
|  | Я б хотів, щоб Енріко Капрілес брав участь, щоб він сидів ось тут. Він захотів говорити протягом години в національному випуску новин. Але для цього йому потрібно було перемагати на виборах. |

Однак ідея Мадуро не отримала ніякого продовження, і не зустріла розуміння опозиції. Енріке Капрілес відмовився брати участь у зустрічі губернаторів усіх 23 штатів Венесуели, пояснивши це так:
|  | Я не буду брати участь у зустрічі Федерального ради, щоб допомогти йому врятувати своє обличчя. Я не збираюся бути оркестром на "Титаніку". Я не музикант. Корабель тоне, а я повинен бути одним з оркестрантів? Ні пан Ніколас, ви не скористаєтеся мною. |

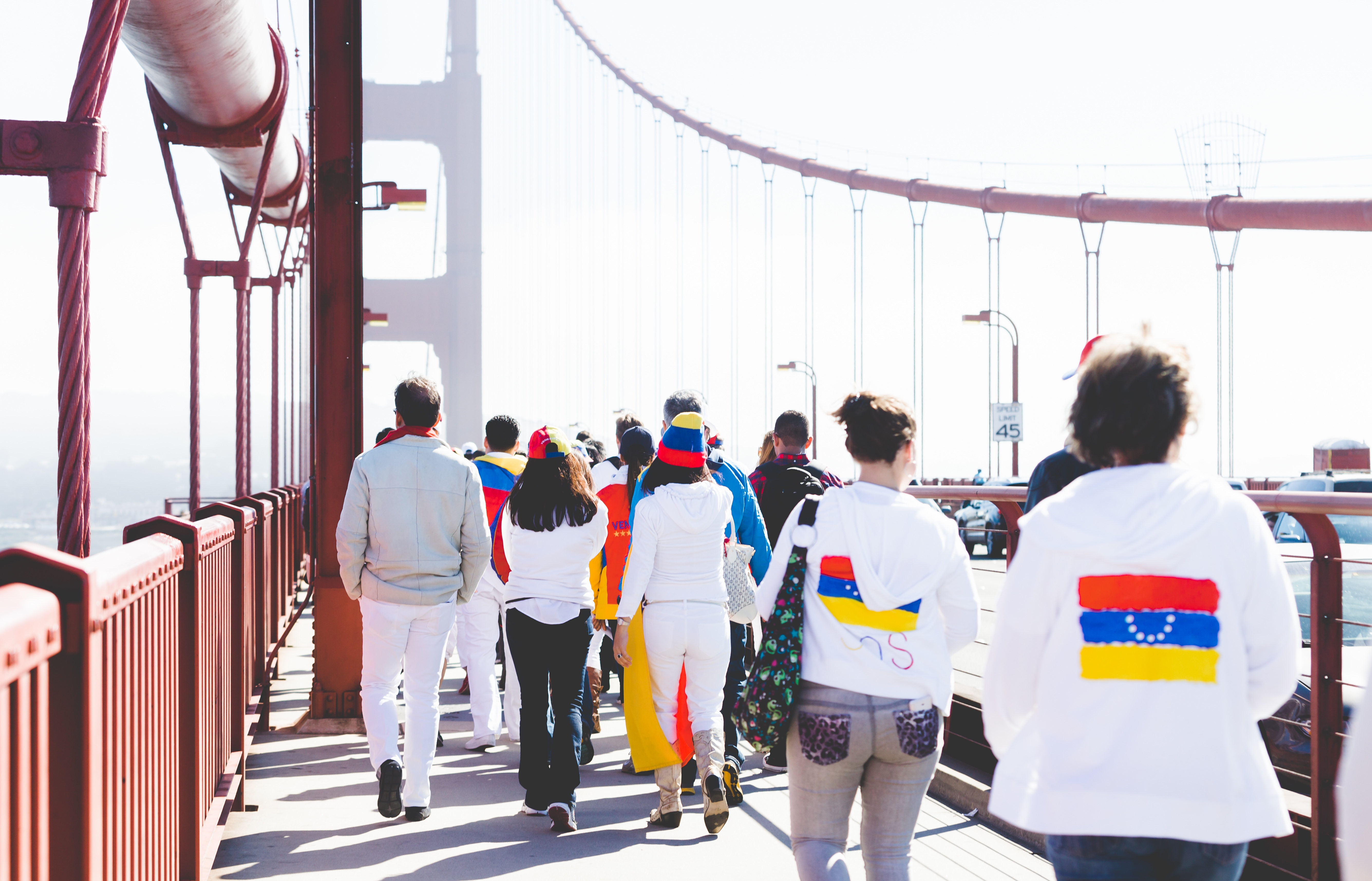
Акція солідарності з опозиціонерами Венесуели. 23 лютого, міст Золоті ворота, Сан-Франциско, США

24 лютого учасники багатоденної акції протесту в Каракасі перекрили під'їзні шляхи до венесуельської столиці, спорудивши імпровізовані барикади з куп сміття та домашнього начиння.
24 лютого Державний департамент США оголосив персонами нон ґрата трьох співробітників посольства Венесуели. Як заявила представник відомства Дженніфер Псакі, рішення було прийнято:
|  | У відповідь на рішення венесуельського уряду оголосити трьох американських дипломатів персонами нон грата, Держдепартамент, відповідно до статті 9 Віденської конвенції про дипломатичні зносини, також оголошує персонами нон грата трьох співробітників посольства Венесуели у Вашингтоні. |

За її словами, венесуельські дипломати, а саме, перший секретар посольства Венесуели у Вашингтоні Ігнасіо Авалос, перший секретар Віктор Аспуруа та другий секретар Маркос Фігередо, повинні протягом 48 годин залишити країну. Того ж дня МЗС Венесуели назвав претендента на посаду посла в США. Ним став колишній посол в Бразилії Максимильєн Санчес.

### 26-28 лютого
26 лютого в президентському палаці Мірафлорес відбулася «Загальнонаціональна конференція в ім'я миру в Венесуелі» під головуванням Ніколаса Мадуро та за участю представників різних політичних сил та бізнесу. Як сказав Мадуро: «Ми скликали цю національну конференцію для всіх венесуельців без всяких умов, ніяких умов або порядку денного я не позначав, я вас покликав для того, щоб ми забезпечили мир між усіма нами». Президент запропонував створити комісію з координації та зв'язків між різними верствами суспільства, яка повинна буде зайнятися розглядом всіх можливих пропозицій в частині умиротворення країни. Це відноситься і до лідерів опозиції, які не прийшли на зустріч, зазначив Мадуро. Ключовими пунктами для встановлення діалогу та нормалізації обстановки глава держави назвав повагу всіма сторонами конституції країни, негайне припинення насильства, а також загальне єднання в справі захисту Венесуели перед обличчям можливої іноземної агресії. Також Мадуро пообіцяв скликати конференцію на світовому рівні.
27 лютого Ніколас Мадуро повідомив про 50 убитих внаслідок насильства та блокування доріг, і поклав всю відповідальність за загибель людей на опозицію, сказавши, що «вже понад п'ятдесят смертей сталися внаслідок наявності барикад та організації хаосу». Мадуро додав, що йдеться і про тих людей, чия смерть була лише побічно пов'язана з протестами, і яких не вдалося врятувати, в тому числі через неможливість лікарів швидкої допомоги дістатися постраждалих. Крім того, гинуть водії мотоциклів, які врізаються в штучні загородження, влаштовані на дорогах[неавторитетне джерело]. Як повідомляють латиноамериканських ЗМІ, в місті Сан-Антоніо (штат Тачира) під час акції протесту дісталися до статуї екс-президента Венесуели Уго Чавеса та відбили у неї голову. У місто введено посилений контингент військовослужбовців, відключено електрику та інтернет.
28 лютого поліція в Каракасі застосувала сльозогінний газ для розгону студентської акції протесту, учасники якої, кілька сотень студентів, вимагали звільнення раніше заарештованих демонстрантів.
28 лютого держсекретар США Джон Керрі заявив, що веде переговори з владою Колумбії та інших країн для того, щоб спільно брати участь у вирішенні політичної кризи в Венесуелі. За словами Керрі, двом сторонам буде складно досягти угоди без участі зарубіжних посередників. Тим часом, жертвами зіткнень стали вже 17 людей. Уряд Венесуели повідомило про початок розслідування по 27 випадкам порушень прав людини під час масових протестів.

## Хроніка, травень 2017 року
За повідомленням ua.euronews, 4 травня під час протестів проти наміру президента Ніколаса Мадуро змінити конституцію, «вбито лідера студентської спілки Хуана Лопеса. Під час загальних зборів університету вбивця підійшов до нього упритул і вистрілив кілька разів, після чого зник на мотоциклі. Ще троє людей зазнали поранень.»

## Міжнародна реакція

### ООН
14 лютого 2014 року в Управлінні Верховного комісара ООН з прав людини висловили глибоку стурбованість з приводу ескалації насильства під час демонстрацій у Венесуелі. «Ми отримали тривожні повідомлення про залякування журналістів, вилучення у деяких з них обладнання, а також про те, що ряд місцевих та іноземних журналістів піддавалися нападам під час висвітлення протестів», — сказав прес-секретар Управління Верховного комісара ООН Руперт Колвілл на брифінгу в Женеві. В Управлінні ООН нагадали владі Венесуели про необхідність забезпечувати права на свободу мирних зборів та свободу висловлювання думок та закликали провести незалежне розслідування всіх випадків загибелі людей, а також всіх дій, пов'язаних з надмірним застосуванням сили. «Ми особливо стурбовані повідомленнями про напади на демонстрантів безкарно діючими збройними групами. Ми також стурбовані тим, що ця ситуація може спровокувати подальше зростання насильства», — додав прес-секретар, закликавши всі сторони в Венесуелі розпочати мирний діалог, направлений на розв'язання кризи.
26 лютого 2014 року в заяві, поширеній канцелярією генерального секретаря ООН Пан Гі Муна зазначається, що владі Венесуели та опозиції необхідно «зробити термінові зусилля щодо зниження напруженості та запобігання подальшого насильства». У повідомленні також говориться, що генсек «засмучений повідомленнями про випадки прояву насильства та загибелі людей під час протестів у Венесуелі. Він сподівається, що всі сторони продемонструють конкретні жести для зниження розколу та створять умови, необхідні для початку націленого діалогу з метою якнайшвидшого відновлення спокою в країні».

### Євросоюз
ЄС ввів обмежувальні заходи щодо Венесуели в листопаді 2017 року. Санкції стосуються ембарго на зброю та обладнання для внутрішніх репресій, запровадження заборон на поїздки і заморожування активів для включених в перелік осіб. Станом на початок 2021 у санкційний список входять 55 фізичних осіб, яким заборонений в'їзд в ЄС, а їхні активи там заморожені: голова венесуельської Національної виборчої ради, віцепрезидент ради, глава Стратегічного оперативного командування Збройних сил Венесуели, члени Національної асамблеї і судді. У відповідь Венесуела оголосила посла ЄС персоною нон-грата та дала 72 години на виїзд.